# Farkas Ákos (irodalomtörténész)
Farkas Ákos István  (Budapest, 1956. május 15. –) magyar irodalomtörténész. Az Eötvös Loránd Tudományegyetem Bölcsészettudományi Kar Angol–Amerikai Intézet habilitált docense és a Magyar Tudományos Akadémia köztestületi tagja. Farkas fő kutatási területe Aldous Huxley munkássága.

## Családja
Édesapja Farkas István jogász.

## Tanulmányai és oktatói karrier
Mesterdiplomáját a Debreceni Egyetemen szerezte.
1980-ban kezdte tanári pályáját a felnőttoktatásban. 1986-tól a felsőoktatásban tanított az ELTE Tanárképző Főiskolai Karon, majd 2002-től docensként az ELTE Bölcsészettudományi Karon oktatott. Az ELTE mellett oktatott a Pázmány Péter Katolikus Egyetemen, Miskolci Egyetemen majd a Károli Gáspár Református Egyetemen is.
2002-ben szerzett doktori címet, majd 2012-ben habilitált irodalom és kultúra tudományokból.
2009-ben megjelent a As McFate Would Have It című kézirata a The AnaChronisT folyóiratban.
2010-től a Magyar Shakespeare Társaság tagja.
2013-ban megjelent a Whack fol the dah: írások Takács Ferenc 65. születésnapjára című könyv, amiben Farkas Ákos szerkesztőként működött közre Simonkay Zsuzsanna Ilona és Vesztergom Janinával közösen.
2013 és 2019 között az ELTE BTK Angol-Amerikai Intézet Anglisztika Tanszékét vezette.
2016-ban Testvéri versengés, és ami mögötte van – Julian, Aldous és az elődök” címmel tartott előadást a Kutatói Szalonban.
2017-ben jelent meg a Gendered Peace: Four Hungarian Women Writers Against the Two World Wars című kézirata a Slavonica folyóiratban.
2019. december 1-én Farkas Ákos a Huxley Konferencián adott elő Budapesten.
2021-ben Farkas vezette be George Orwell nagyesszéjét. 2021-ben More than Trendy: Huxley’s Reception in Interwar Hungary címmel tartott előadást Pécsett.

## Publikációi
A Google Tudós alapján az alábbi kéziratok a legidézettebbek:
- Farkas Ákos: Who Nose Best? A Sensory-Ethical Approach to Aldous Huxley’s Eyeless in Gaza. Contexto – Programa de Pós-Graduação em Letras Universidade Federal do Espírito Santo, 8(39), 61–85.
- Farkas Á. Csolovek bádogból. Helikon Irodalomtudományi Szemle, 65(1), 89–95.
- Farkas, Á. Student of Two Masters. Journal of Literary and Cultural Studies, 1(2), 2–11.
- Farkas, Á. Gendered Peace. Slavonica, 22(1-2), 39–53.